# Santa Isabel do Rio Negro
Santa Isabel do Rio Negro – miasto i gmina w Brazylii, w stanie Amazonas. Znajduje się w mezoregionie Norte Amazonense i mikroregionie Rio Negro.